# Coradion
Coradion – rodzaj morskich ryb z rodziny chetonikowatych. Hodowane w akwariach morskich.

## Zasięg występowania
Ocean Indyjski i Ocean Spokojny.

## Klasyfikacja
Gatunki zaliczane do tego rodzaju:
- Coradion altivelis
- Coradion chrysozonus
- Coradion melanopus